# Royal Commission on the Ancient and Historical Monuments of Wales
La Royal Commission on the Ancient and Historical Monuments of Wales (in gallese: Comisiwn Brenhinol Henebion Cymru - RCAHMW) è una delle tre Commissioni reali britanniche per i monumenti storici (Royal Commission on Historical Monuments - RCHM), istituita per documentare e proteggere i monumenti archeologici e architettonici e l'ambiente storico del Galles.
L'organizzazione è stata fondata nel 1908 e ha sede ad Aberystwyth.

## Attività
La commissione fa un inventario dei monumenti del Galles. Svolge ricerche, pubblica e crea un database di luoghi, monumenti ed edifici storici in Galles. Conserva il National Monuments Record of Wales, i cui materiali sono stati pubblicati dal 1911. L'archivio contiene oltre 1,25 milioni di foto e diverse migliaia di disegni, sondaggi, relazioni e mappe, che lo rende il più grande archivio di questo tipo in Galles.
Nel 1975 la commissione pubblicò la prima monografia dal titolo Houses of the Welsh Countryside: A study in historical geography. Da allora ha pubblicato oltre trenta titoli su argomenti legati al patrimonio del Galles.